# Свети Андреј (Шкофја Лока)
Свети Андреј (словен. Sveti Andrej) је насељено место у општини Шкофја Лока, Горењска регија, Словенија.

## Историја
До територијалне реорганизације у Словенији био је у саставу старе општине Шкофја Лока.

## Становништво
У попису становништва из 2011. године, Свети Андреј је имао 157 становника.
| Број становника према пописима | Број становника према пописима | Број становника према пописима |
| ------------------------------ | ------------------------------ | ------------------------------ |
| 1991                           | 2002                           | 2011                           |
| 92                             | 139                            | 157                            |

Напомена : Од 1955. до 1997. исказивано под именом Андреј над Зминцем.

## Галерија
- крајолик
- сеоске куће